# Heather Hunter

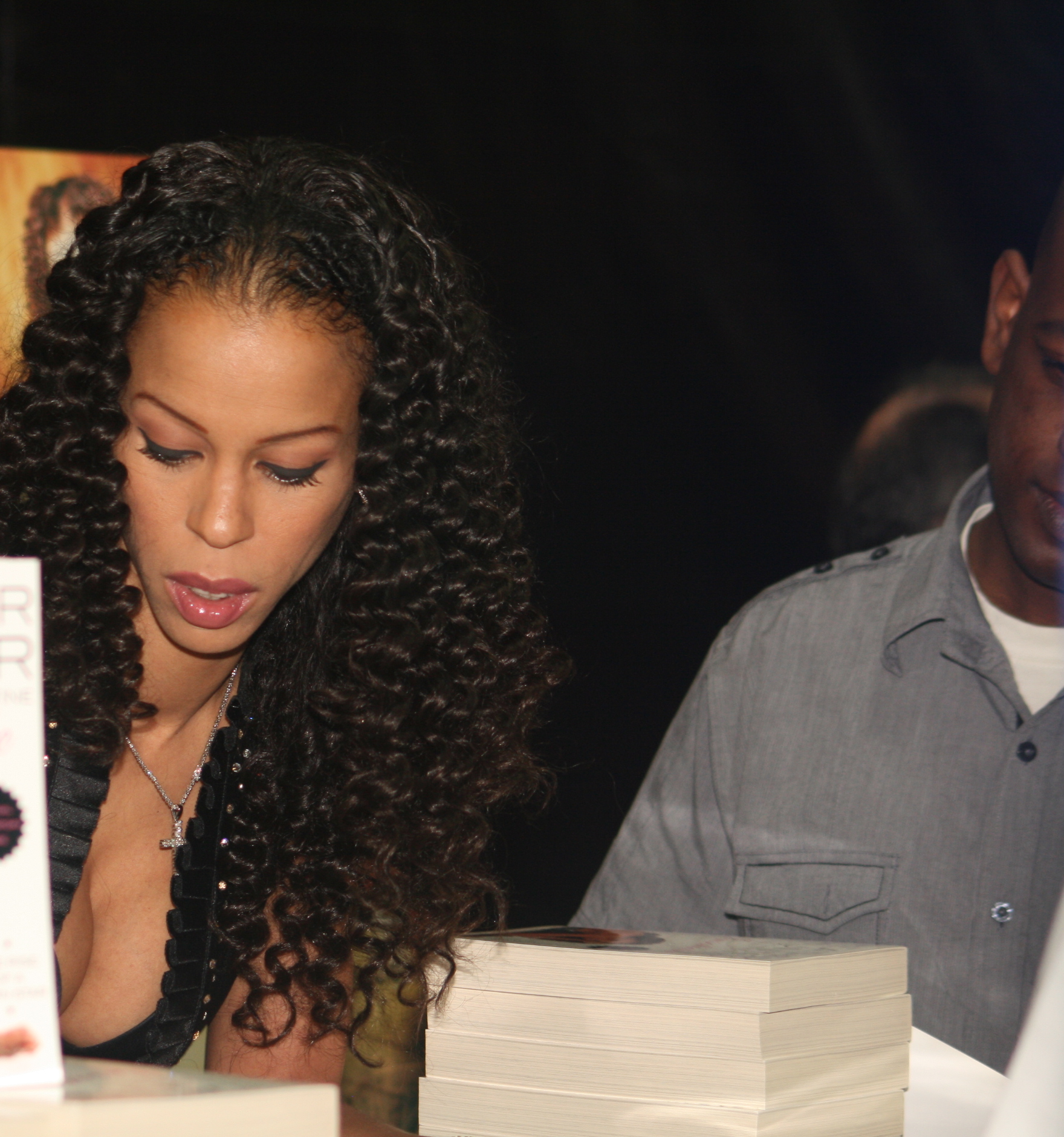
Heather Hunter auf der Exxxotica 2009

Heather Hunter (* 1. Oktober 1969 in New York City als Heather Keisha Hunter) ist eine ehemalige US-amerikanische Pornodarstellerin, Tänzerin und Sängerin.

## Karriere als Pornodarstellerin
Hunter gehörte zu den bekanntesten afro-amerikanischen Pornodarstellerinnen der 1990er-Jahre. Vor ihrer Karriere als Pornodarstellerin arbeitete sie als Tänzerin in der amerikanischen MTV-Serie Soul Train sowie als freie Tänzerin und Stripperin. In ihrer Heimatstadt New York City wurde sie von der Pornodarstellerin Hyapatia Lee angesprochen, ob sie nicht in einem Pornofilm mitwirken wolle. Ihren ersten Film drehte sie an ihrem 18. Geburtstag. Nachdem sie in einigen Hardcorefilmen mitgespielt hatte, zog sie nach Los Angeles und wirkte dort zwischen 1988 und 1999 in ca. 50 Filmen mit.
Hunter wurde die erste afro-amerikanische Darstellerin bei der Produktionsfirma Vivid Video. 2003 wurde sie in die AVN Hall of Fame aufgenommen.
2004 wurde Heather Hunter als einer von 30 bekannten Pornodarstellern von dem amerikanischen Fotografen Timothy Greenfield-Sanders in seinem Buch XXX: 30 Porn-Star Portraits und seiner HBO-Dokumentation Thinking XXX porträtiert.

## Karriereschritte in Film und Musikindustrie

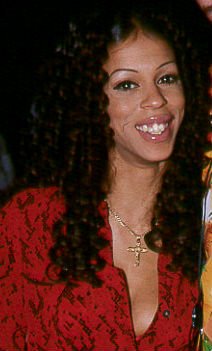
Heather Hunter (2001)

Hunter spielte 1998 in Spike Lees Film He Got Game und 1990 in dem Film Frankenhooker. Am 11. Mai 1991 hatte sie einen Gastauftritt in der Howard Stern Show. In dem Musikvideo zu How Do You Want It des Rappers Tupac Shakur ist sie ebenfalls zu sehen.
Zehn Jahre nach ihrer Pornokarriere begann sie eine Karriere als Sängerin und Rapperin. Ihr Debüt gab sie mit der Single I Want It All Night Long, die bei Island Records erschien. 1993 war Hunter bei Tommy Boy Records unter Vertrag und veröffentlichte ein House-Album. Später wechselte sie zu Hip-Hop und arbeitete mit dem Rapper Akinyele zusammen. Hunter singt auch auf dem Album Grimey: God’s Favorite des Rappers N.O.R.E. mit.
Sie war kurze Zeit mit dem Komödianten Bill Maher und dem Schauspieler Charlie Sheen liiert.

## Diskographie
- ? Album Double H: The Unexpected
- 1993 Single Dream (Island Records)
- 1993 Single Come to me (Island Records)
- ? Single I want it all night long

## Filmografie (Auswahl)
- 1990: Frankenhooker
- 1999: The Look 2000
- 1999: The Boss Wife
- 2000: Stardust 7
- Where The Boys Arent: Folgen 10, 11

## Belege
1. ↑  Timothy Greenfield-Sanders: XXX: 30 Porno-Stars im Porträt. (Originaltitel: XXX: 30 Porn-Star Portraits.) Heyne Hardcore, München 2004; S. 38–39, 152–153. ISBN 978-3-453-67515-5.
2. ↑  Thinking XXX. Internet Movie Database, abgerufen am 22. Mai 2015 (englisch).

| Personendaten    | Personendaten                                             |
| ---------------- | --------------------------------------------------------- |
| NAME             | Hunter, Heather                                           |
| ALTERNATIVNAMEN  | Hunter, Heather Keisha (vollständiger Name)               |
| KURZBESCHREIBUNG | US-amerikanische Pornodarstellerin, Tänzerin und Sängerin |
| GEBURTSDATUM     | 1. Oktober 1969                                           |
| GEBURTSORT       | New York City                                             |